# 일본국 헌법 제44조
일본국 헌법 제44조(일본어: 日本国憲法第44条)은 일본국 헌법 제4장 "국회"의 조문 중 하나이다. 양원의 의원 및 선거인의 자격에 대해 규정하고 있다.

## 조문
일본국 헌법 제44조
양 의원(議院)의 의원(議員) 및 그 선거인의 자격은 법률로 이를 정한다. 단 인종, 신념, 성별, 사회적 신분, 가문, 교육, 재산 또는 수입에 따라 차별하여서는 아니 된다.

## 해설
일본 제국 헌법에서는 여러 기준에 따라 선거권에 제한을 두었으며, 보통선거제가 도입되고 나서도 1945년 이전에는 남성만 선거에 참여할 수 있었지만, 종전 직후 비로소 남녀 보통선거제가 도입되었다. 본조는 이를 헌법 상의 규정으로 확정시킨 것이다.